# 侯寧
侯寧（1496年—？），字懷德，號峗山，山東兖州府東平縣人，軍籍，明朝政治人物。

## 生平
嘉靖七年（1528年）戊子科山東鄉試第四十名舉人。嘉靖八年（1529年）中式己丑科會試第三百十七名，登第三甲第二十名進士。歷官刑部主事，十五年十月因张延龄案下狱。官至布政司參議。

## 家族
曾祖侯信；祖父侯森，曾任典史；父侯祿，母王氏。具庆下。